# 4-Euro-Münze
4-Euro-Münzen werden von zwei europäischen Ländern herausgegeben. Die folgende Auflistung führt zu den entsprechenden Ausgabeländern und deren Sammlermünzen-Editionen:
- 4-Euro-Münze (Italien), siehe Italienische Euromünzen #4 Euro
- 4-Euro-Münze (Kroatien), siehe Kroatische Euromünzen #4 Euro
- 4-Euro-Münze (Österreich), siehe Wiener Philharmoniker (Münze) #Erhältliche Münzen